# Tipula brevifurcata
Tipula brevifurcata är en tvåvingeart som beskrevs av Alexander 1926. Tipula brevifurcata ingår i släktet Tipula och familjen storharkrankar. Inga underarter finns listade i Catalogue of Life.